# Jhalawar (Staat)
Jhalawar (Hindi: झालावाड़, Jhālāvāṛ) war einer der Fürstenstaaten der Rajputen in Britisch-Indien im heutigen Rajasthan, benannt nach der gleichnamigen Hauptstadt.
Die Jhala-Dynastie stammt aus Halvad im Distrikt Surendranagar auf der Halbinsel Kathiawar. Der Fürstenstaat wurde 1838 von Maharadscha Rana Madan Singh aus Teilen des Staates Kota gegründet. Als 1896 Maharaj Rana Zalim Singh Bahadur ohne Erben starb, lösten die Briten den Fürstenstaat auf, bildeten aber schon 1899 einen neuen, verkleinerten Staat Jhalawar. Dieser hatte 1941 eine Fläche von 2106 km² und 120.000 Einwohner. Am 25. März 1948 erfolgte sein Beitritt zur Union von Rajasthan, am 7. April 1949 der Anschluss an Indien, am 1. November 1956 die Auflösung des Fürstenstaats.
Der Staat hatte 1887–1900 eine eigene Staatspost mit eigenen Briefmarken.